# سولجر بوي (فلم)
سولجر بوي (بالإنجليزية: Soldier Boy) هو فيلم أمريكي قصير أنتج بالولايات المتحدة سنة 2005، من إخراج ليس شولز، و هو فيلم فريد من نوعه لأنه وبحسب نسخة 2007 من سجل غينيس للأرقام القياسي  فهو أقصر فيلم في التاريخ بمدة 7 ثوان تقريبا. تدور قصة الفيلم حول زوجين انفصلا خلال فترة الحرب العالمية الثانية.

## الممثلون
- جاريد كيني: جوني
- ميراندا موزينسكي: أليس
- ريك كليمانت: جندي
- سام إيفوري: جندي 2

## طاقم العمل
- المخرج والكاتب والمنتج: ليس شولز
- الكاميرا - كبير الفنيين -المؤثرات الخاصة: ديفيد ووترمان
- التفجير- دمج المواقع: ماثيو كومبروود
- مساعد مؤثرات خاصة: دووف نووش
- مدير الإنتاج: لونيكا راندال
- مدير المواقع، مشهد المطر: جين ووترمان
- مدير التحضيرات: ميلو براتن
- مساعد الإنتاج: ميشيل ويتلاند

## وصلات خارجية
- مقالات تستعمل روابط فنية بلا صلة مع ويكي بيانات